# دينكو
دينكو هو فيلم درامي قصير من إنتاج عام 1993، الفيلم إنتاج غيني / فرنسي، ومن تأليف وإخراج المخرج الغيني محمد كامارا. تتضمن القصة زنا محارم بين الأم والابن. كما فاز الفيلم بالعديد من الجوائز الدولية.

## الحبكة
مريما وابنها الكفيف بلالي ينبذهما جيرانهما. عندما تنقذ مارياما الرجل الأبرص «سامبا» من الغرق، تكتشف أنه معالج ويمكنه علاج ابنها من العمى. ولكي يفعل ذلك، يجب على مرياما أن ترتكب زنا المحارم مع بلالي.

## الجوائز
فاز الفيلم ب5 جوائز دولية، وهمː
- الجائزة الكبرى وجائزة الصحافة في المسابقة الدولية بمهرجان كليرمون فيران الدولي للفيلم القصير لعام 1993.
- جائزة الراقصة الذهبية في المسابقة الدولية بمهرجان هويسكا السينمائي لعام 1993.
- جائزة أفضل فيلم قصير في مهرجان فريبورغ السينمائي الدولي لعام 1994.
- جائزة دبلوم الاستحقاق في المسابقة الدولية بمهرجان تامبيري الدولي للفيلم القصير 1994.

## روابط خارجية
صفحة الفيلم على قاعدة بيانات الأفلام على الإنترنت.